# دارين لانج
دارين لانج (بالإنجليزية: Darren Lange) هو سباح أسترالي، ولد في 5 أغسطس 1971 في توومبا في أستراليا.

## روابط خارجية
- دارين لانج على موقع الاتحاد الدولي للسباحة (الإنجليزية)
- دارين لانج على موقع أوليمبيديا (الإنجليزية)
- دارين لانج على موقع اللجنة الأولمبية الأسترالية (الإنجليزية)
- دارين لانج على موقع اتحاد ألعاب الكومنولث (مؤرشف) (الإنجليزية)